# Narendra
Narendra è un nome proprio di persona maschile usato in diverse lingue diffuse nel subcontinente indiano.

## Origine e diffusione
È composto dal termine sanscrito नर (nara, "uomo") combinato con il nome del dio induista Indra; in questo contesto, però, "Indra" sta a significare "signore", quindi il senso complessivo del nome è interpretabile come "signore degli uomini". 
Il nome è attestato nelle lingue gujarati (dove è scritto નરેન્દ્ર), hindi (नरेन्द्र o नरेंद्र), marathi (नरेंद्र) e telugu (నరేంద్ర).

## Persone

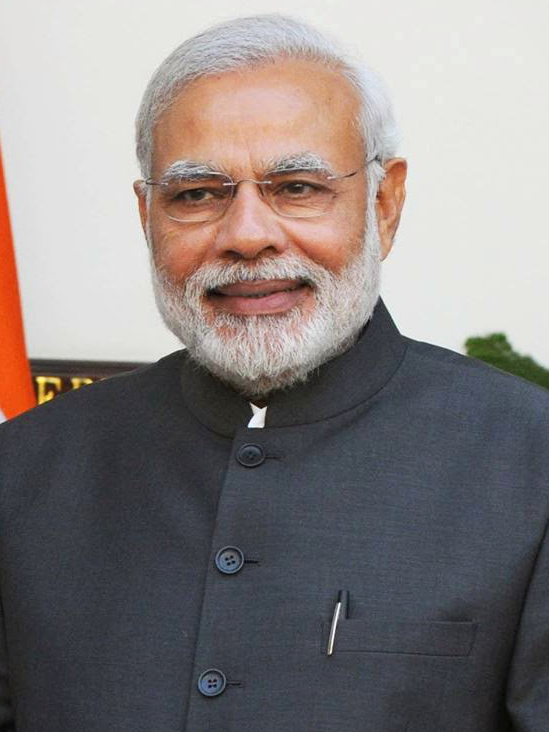
Narendra Modi

- Narendra Karmarkar, matematico indiano
- Narendra Modi, politico indiano
- Narendra Patel, medico e accademico scozzese
- Narendra Rao, calciatore figiano